# Сапарева Баня
Сапаре́ва Ба́ня (болг. Сапарева баня) — місто в Кюстендильській області Болгарії. Адміністративний центр общини Сапарева Баня.

## Населення

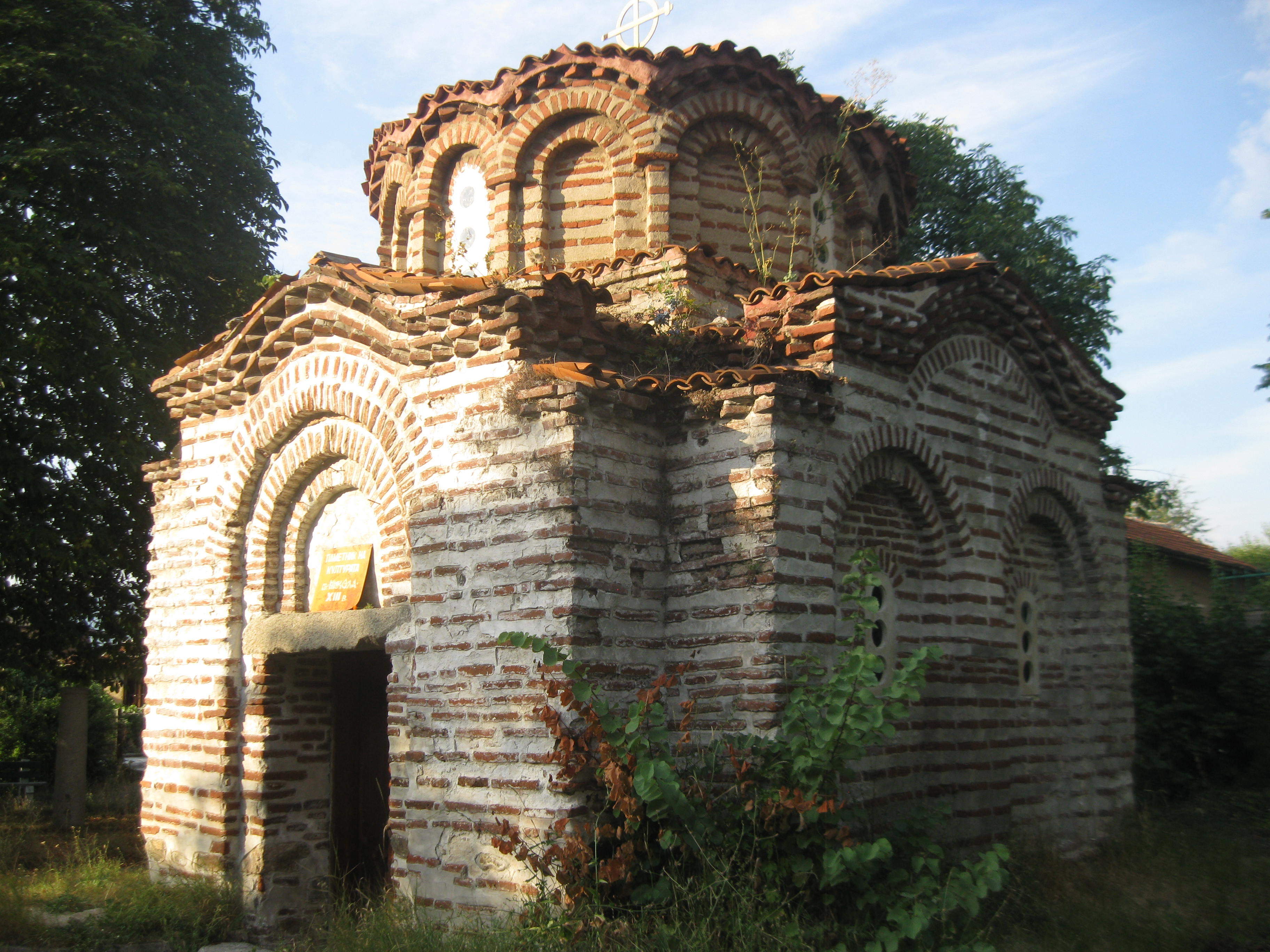
Церква Святого Миколая

За даними перепису населення 2011 року у місті проживали 3814 осіб.
Національний склад населення міста:
| Національність   | Кількість осіб    | Відсоток |
| ---------------- | ----------------- | -------- |
| болгари          | 3533              | 95,6%    |
| цигани           | 153               | 4,1%     |
| інша             | 3                 | 0,1%     |
| Всього відповіли | 3695 (97% містян) |          |

Розподіл населення за віком у 2011 році:
Динаміка населення: